# Babek Alakbarov
Babek Mursel oglu Alakbarov (en azerí: Babək Mürsəl oğlu Ələkbərov; Absherón, 24 de diciembre de 1987) es un coronel del Servicio de Fronteras Estatales de la República de Azerbaiyán de las Fuerzas Armadas de Azerbaiyán, participante de la Guerra de Patria en 2020, Héroe de la Guerra Patria.

## Biografía
Babek Alakbarov nació el 24 de diciembre de 1987 en Absheron. Actualmente sirve en el Servicio de Fronteras Estatales de la República de Azerbaiyán.
Babek Alakbarov participó en la Guerra del Alto Karabaj, que comenzó el 27 de septiembre de 2020. Desempeñó un papel especial en la liberación de Zangilán y Puentes de Khodaafarin.

## Premio y títulos
- Medalla de distinción en el Servicio Militar (Azerbaiyán) (3.º grado)
- Medalla de distinción en el Servicio Militar (Azerbaiyán) (2.º grado)
- Medalla de distinción en el Servicio Militar (Azerbaiyán) (1.º grado)
- Medalla al Heroísmo (2016)[2]
- Medalla "Centenario del ejército azerbaiyano" (2018)
- Orden “Por la Patria"
- Medalla de Héroe de la Guerra Patria (2020)[3]
- Medalla Por la liberación de Jabrayil (2020)[4]
- Medalla Por la liberación de Zangilán (2020)[5]